# Церква Калліо
60°11′03″ пн. ш. 24°56′58″ сх. д. / 60.1842278° пн. ш. 24.9493341° сх. д.
Церква Калліо (Скеля) (фін. Kallion kirkko, швед. Berghälls kyrka) — зразок сакральної архітектури Гельсінки та один з найкращих зразків споруд у стилі національний романтизм роботи архітектора Ларса Сонка (1870—1956).

## Проєкт
Район на півночі колишнього Гельсінкі у ХІХ столітті був слободою робітників. Будівельний бум та швидкий розвиток Гельсінкі рекрутував сюди мешканців сіл та малих поселень та містечок. Зростання кількості мешканців поселення спричинило клопотання про новий храм.
Церковна рада Гельсінкі оголосила 1906 року конкурс на створення проекту нового храму. Умовою було створення споруди в сучасному на той час стилі при збереженні орієнтації на протестантські храми. Архітектор Ларс Сонк брав участь в конкурсі, куди подав два проекти. На той час це був його третій проект сакральної споруди. Назва церкви походить від назви місцевості і в перекладі означає «скеля».
Саме другий конкурсний проект і був обраний журі. Згодом архітектор підписав контракт на будівництво. Незважаючи на почате будівництво, Ларс Сонк вносив зміни у затверджений проект. Так, він був вимушений прибрати з проекту шпиль на вежі та двосхилий дах з апсиди, його замінили на напівциркульний за індивідуальною формою. В споруді переважають риси національного романтизму з невеликими домішками французького ар-нуво. Для створення фасадів і вежі обрали сірий фінський граніт. Брили каменю залишили незашліфованими і навіть здалеку церква має шерехаті стіни. Оперування великими об'ємами сприяло могутньому силуету храму, що почав відігравати помітну роль в поселенні і став одною з висотних домінант столиці Фінляндії.
Будівництво церкви Калліо тривало у 1908-1912 роках. Під спорудою церкви створено колумбарій, що доволі нетипово для храмів Гельсінкі.

## Опис

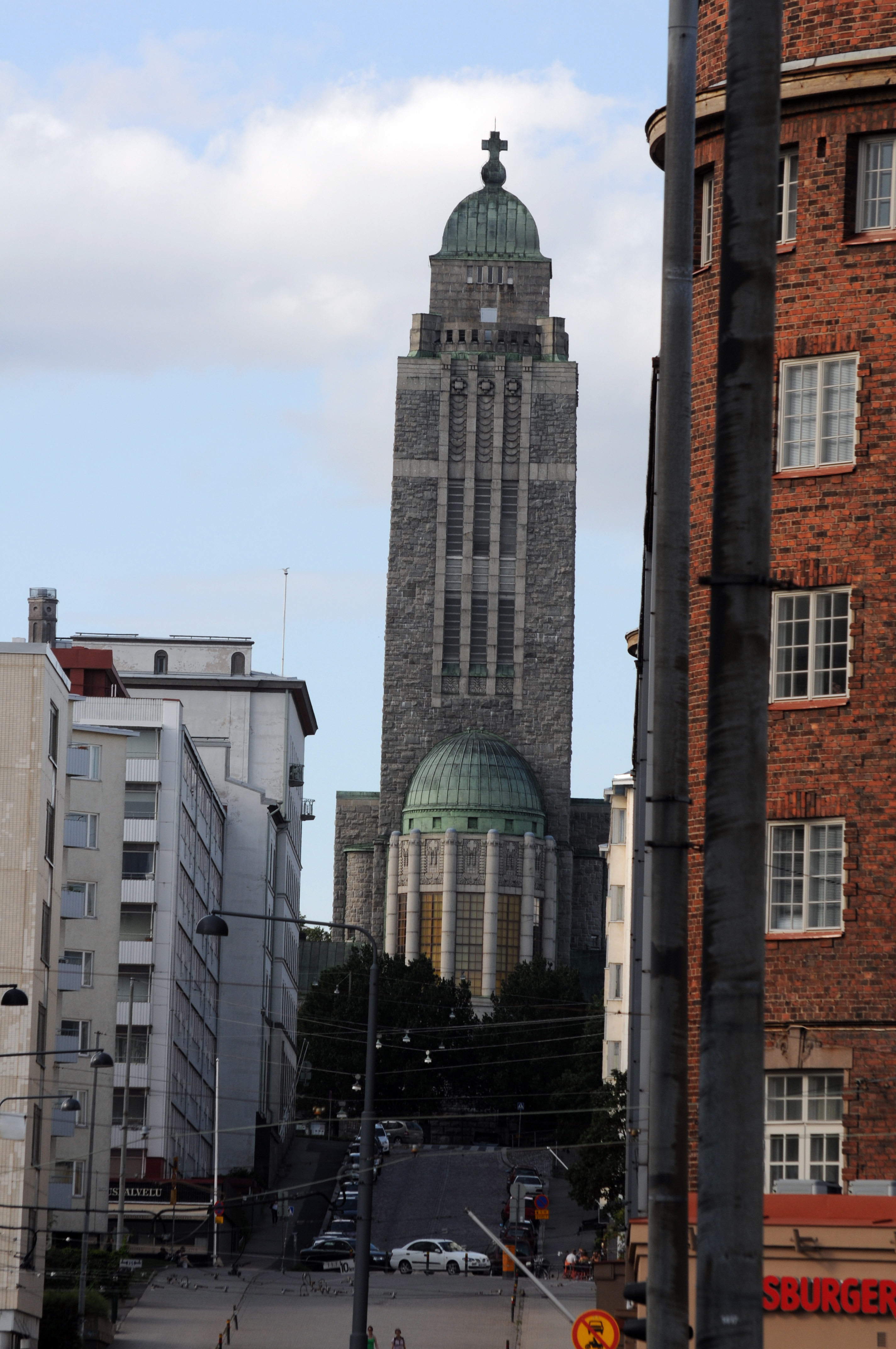
Ларс Сонк. Церква Калліо, Гельсінкі, фото 2011 р.

Церква Калліо має доволі простий план. Це дещо короткий прямокутник з апсидою. Висота церкви шістдесят п'ять (56) метрів.
Її вежа-дзвіниця заввишки дев'яносто чотири (94) метри. Вежа-дзвіниця має сім дзвонів, виготовлених у Німеччині. Вежа може служити карільйоном. Мелодію для дзвонів створив фінський композитор Ян Сібеліус.
За проектом Ларса Сонка церква мала ще готичний шпиль, що робило її дзвіницю ще вищою. Але комісія з будівництва заборонила побудову шпиля з міркувань безпеки.
Зовнішні фасади церкви справляють враження солідності, величі, суворості, монументальності і непохитності. Нова церква могла вмістити 1500—1600 вірян. Суворість її фасадів не всім до смаку, але значимість її архітектори визнають усі. Найбільшу кількість грубуватих і узагальнених орнаментів має декор апсиди над її вікнами.
Інтер'єр церкви справляє більш привітне враження за рахунок вигладженого тиньку та теплого жовтуватого кольору стін.

## Органи храму
Церква має два органи. Головний або великий орган створено у 1995 році і він має три мануала та 48 регістрів. Головний орган церкви Калліо використовують для концертів, позаяк його вважають серед найкращих у Гельсінкі.
Нетиповим є те, що один з органів (малий) створено в стилі необароко. Його створили у 1987 році в стилістиці барокових органів Нідерландів та Німеччини.

## Розташування
Церква Калліо розташована на півострові на північ від Сенатської площі. Неподалік розташована станція гельсінського метро Гаканіемі (Hakaniemi) та місцевий ринок з тою ж назвою. На початку 21 ст. це район богеми, студентства, місцевих художників.

## Галерея

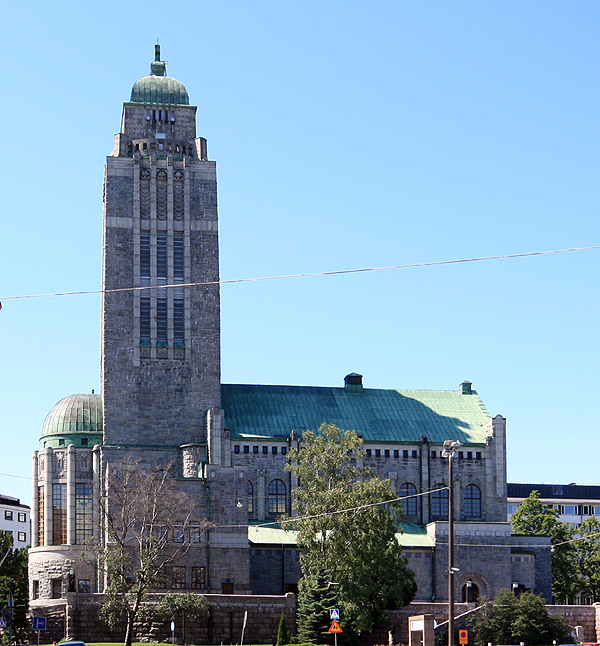
Церква Калліо, бічний фасад
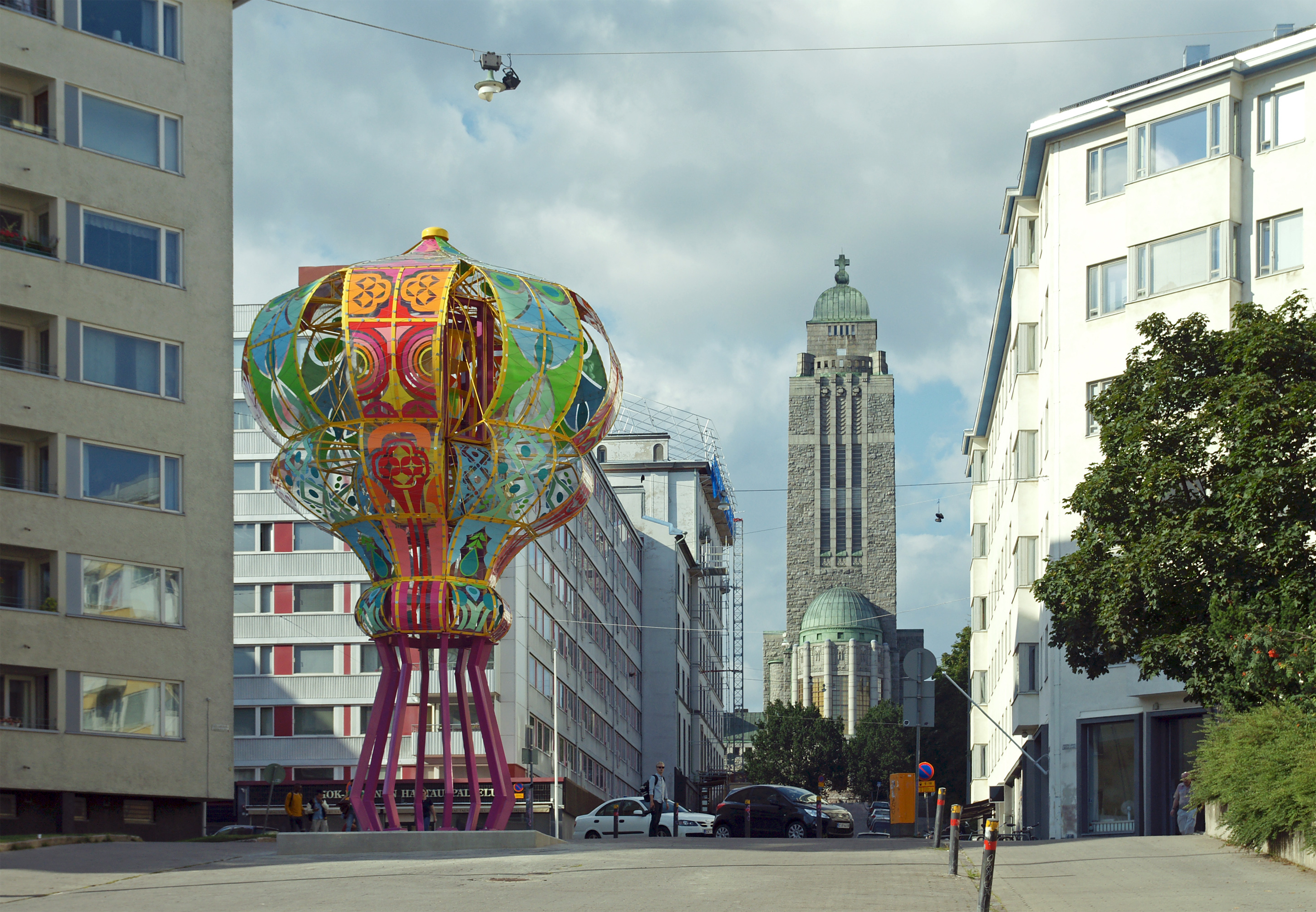
Церква Калліо в створі вулиці
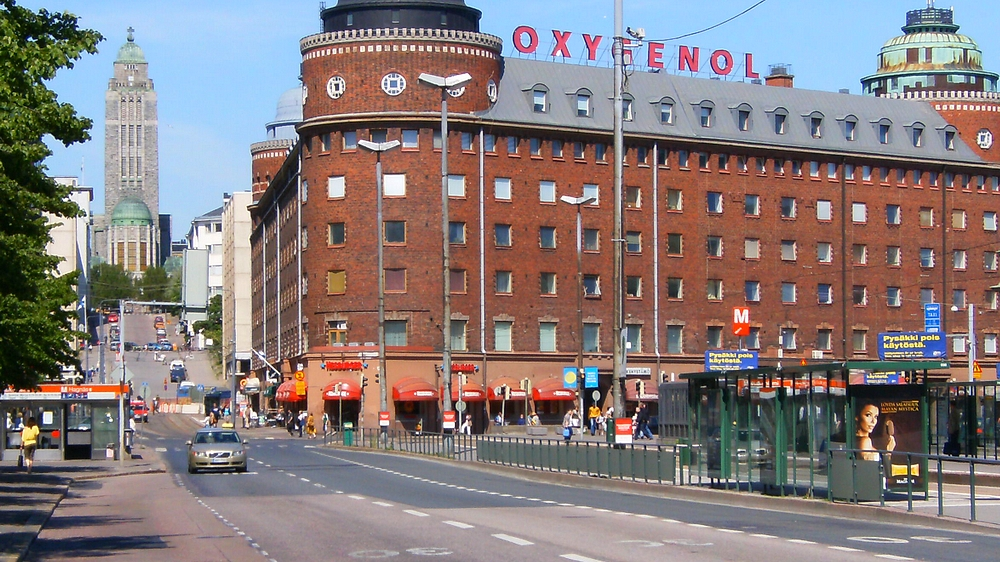
Арена хаус та церква Калліо. Гельсінкі
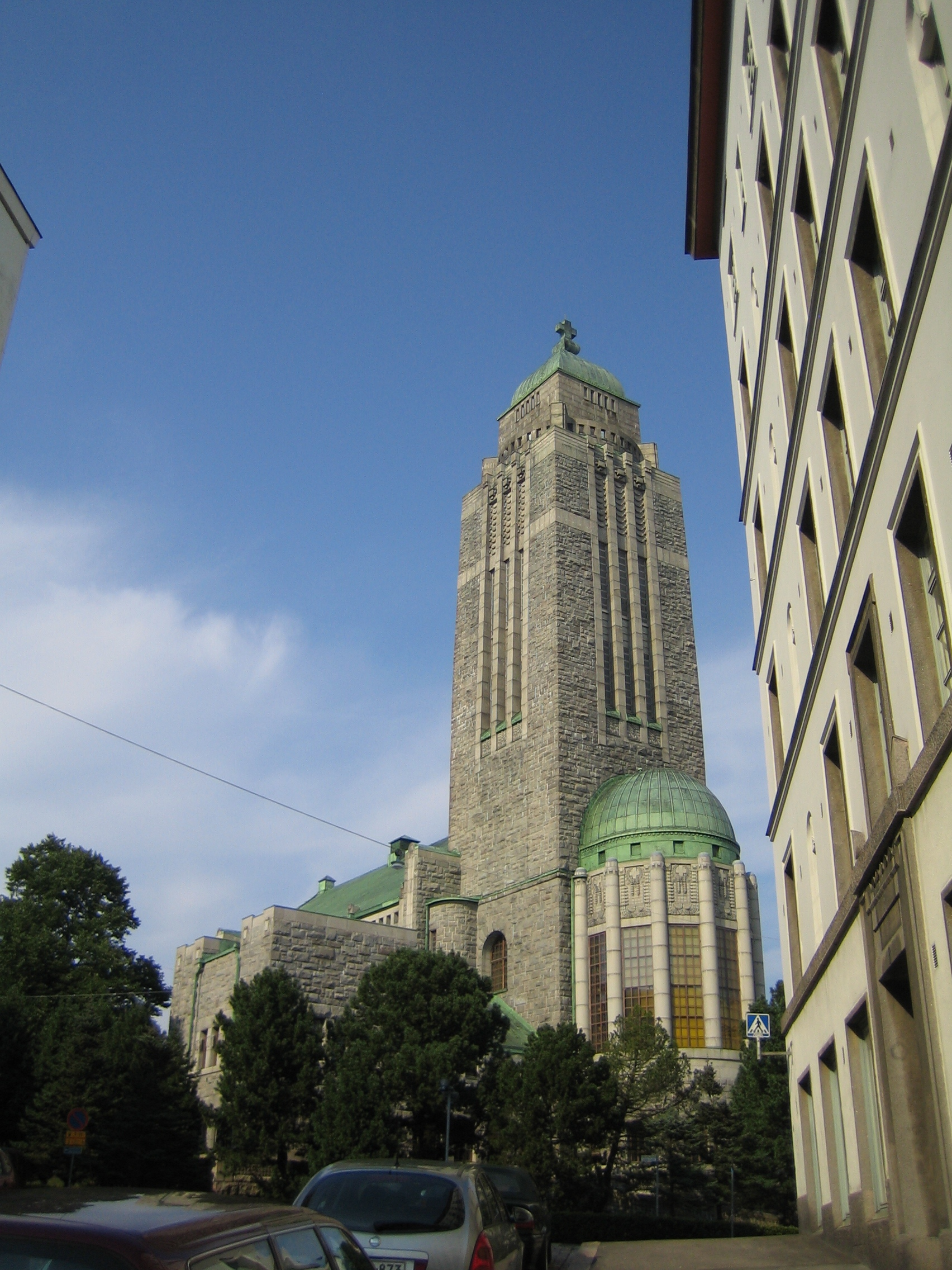
Ларс Сонк. Вежа церкви Калліо